# Fuoco (elemento)

Simbolo alchemico del fuoco

Il fuoco è un elemento che ha assunto spesso un'importanza simbolica per numerose religioni e tradizioni culturali, oltre ad essere stato fondamentale per lo sviluppo della civiltà. Ha dato origine a varie forme di pensiero nel corso della storia.

## Proprietà alchemiche e spirituali
(Francesco d'Assisi, Cantico delle creature, vv. 17-19)
Il fuoco è il primo dei quattro elementi fondamentali secondo le cosmogonie occidentali e le tradizioni sapienziali dell'antichità. Era comunemente ritenuto sinonimo di energia, grinta e passione, oltre a possedere le seguenti proprietà:
- l'attributo del secco e del caldo, che lo contrappongono all'acqua umida e fredda;
- il punto cardinale Sud;
- il genere maschile.[2]

L'etere primordiale del calore è assimilabile al cerchio con un punto centrale.

In alchimia il fuoco è associato al numero 1, in quanto simbolo dell'Unità da cui hanno avuto origine gli altri tre elementi per successive condensazioni: esprime perciò attività, creatività, ed espansività, incarnando il polo positivo (+). Identificabile con tutto ciò che arde e riscalda, anche metaforicamente, il fuoco consentiva secondo gli alchimisti di dare luogo allo zolfo dei filosofi se abbinato all'aria, oppure al sale se abbinato alla terra.
L'essere elementale invocato nelle trasmutazioni alchemiche del fuoco è la Salamandra, che opera nel corrispettivo etereo di questo elemento: l'etere-calore, ossia la sostanza primigenia che avrebbe dato origine al fuoco e successivamente al mondo. Anche se per l'antroposofia di Steiner la prima epoca di sviluppo in cui si manifestò l'etere-calore è Saturno, l'astrologia attribuisce tradizionalmente al Sole l'origine delle caratteristiche ignee.
Come aria, acqua e terra, il fuoco è infatti uno dei quattro elementi in cui è suddiviso lo Zodiaco; i segni di fuoco, in particolare, comprendono Ariete, Leone e Sagittario. Al pari dell'aria, inoltre, è considerato un elemento leggero in quanto tendente verso l'alto e composto di poca materia.
Negli arcani minori dei Tarocchi il fuoco corrisponde al seme di bastoni. Tra i quattro umori governa la bile gialla, e fra i temperamenti predomina nel collerico.

### Tradizione greca e romana
Secondo la mitologia greca, Prometeo rubò il fuoco agli dèi per donarlo agli umani bisognosi di aiuto, trasmettendone in loro la potenza; fu per questo punito dagli dèi che lo incatenarono a una montagna mentre un'aquila gli divorava il fegato.
Gli antichi greci distinsero inoltre la forza distruttiva del fuoco (aidelon) generalmente associata al dio Ade, dalle sue potenzialità creative, associate a Efesto. Anche la dea Ecate aveva relazioni col fuoco, ed era chiamata in modi diversi: Pyrphoros (portatrice di fuoco), Pyripnon (soffiatrice di fuoco), Daidoukhos (tedofora) e Phosphoros (portatrice di luce). La sacralità del fuoco era invece impersonata da Hestia, corrispettiva della romana Vesta.

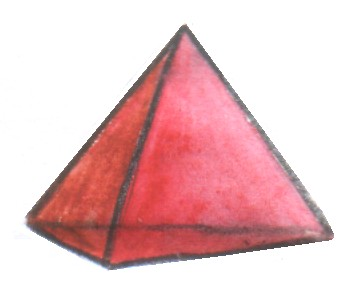
Un tetraedro, solido platonico che rappresenta il fuoco

I filosofi greci individuarono nel fuoco uno degli archè (o origine) del cosmo, cioè una delle diverse soluzioni proposte dai presocratici per cercare di ricondurre a un'unica sostanza i mutamenti della natura. In particolare Eraclito sosteneva che il mondo aveva avuto origine dal fuoco, da lui inteso come forza primigenia che regola la legge degli opposti contrari. È probabile tuttavia che Eraclito utilizzasse l'immagine del fuoco più come metafora per indicare l'eterno divenire del Lògos.
Con Empedocle di Agrigento (495 - 435 a.C.), il fuoco divenne uno dei quattro elementi classici della filosofia greca, insieme alla terra, all'aria, e all'acqua. Empedocle li chiamava "radici".
Platone (427-347 a.C.) accolse nella sua filosofia la dottrina dei quattro elementi di Empedocle. Nel Timeo, il suo grande dialogo cosmologico, il solido platonico associato al fuoco è il tetraedro, che è formato da quattro triangoli equilateri. Questo solido rende il fuoco l'elemento con il minor numero di lati, che Platone considerava appropriato alla sua natura, poiché il calore del fuoco si sente forte e lancinante come fosse formato da tanti piccoli tetraedri.
Allievo di Platone fu Aristotele (384 - 322 a.C.), il quale ha fornito una diversa spiegazione per i quattro elementi, basata su coppie complementari. Egli li dispose concentricamente intorno al centro dell'universo, a formare la sfera sublunare, di cui il cerchio del fuoco occupa la fascia più esterna ed elevata. Secondo Aristotele, il fuoco è sia caldo che secco, e tra le qualità elementali occupa un posto intermedio fra la terra e l'aria. Ai suoi antipodi sta l'acqua.

### Tradizione indù
Presso la religione induista, dio del fuoco è Agni, termine che in sanscrito sta per "fuoco", affine al latino ignis. Agni è una delle più importanti divinità vediche. La sua principale manifestazione è «il fuoco che brucia sull'altare dei sacrifici»; brucia i demoni che minacciano di distruggere tali sacrifici ed è un mediatore tra gli dei e gli umani; da lui i sacerdoti comprendono molto sulla vita dell'aldilà. In questa divinità persiste anche la concezione di "fuoco universale" che nell'uomo si individua nel calore della digestione (infatti, secondo l'Ayurveda, Agni è il fuoco vitale, che anima tutti i processi biologici, e rappresenta il metabolismo digestivo) e nel moto animico della collera e del "bruciante pensiero".
Nella tradizione indiana il fuoco è anche legato al Surya o Sole, e a Mangala o Marte, e simboleggia la direzione sud-est.

### Tradizione cinese

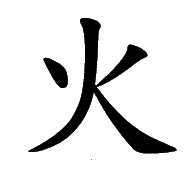
Ideogramma cinese del fuoco

Nella filosofia cinese il fuoco (火 in caratteri cinesi, huǒ in pinyin) è il secondo dei cinque elementi, cosiddetti wu xing, di cui rappresenta la fase della pienezza e del massimo sviluppo. Ha un'energia yang, che si muove verso l'alto e verso l'esterno.
Viene associato all'estate, al punto cardinale sud, al pianeta Marte, al Sole, al colore rosso vermiglio, al clima caldo, e tra le quattro costellazioni animali all'Uccello Vermiglio (Zhu Que).
Caratterizzato da dinamismo, calore ed entusiasmo, l'elemento cinese del fuoco si traduce psicologicamente in una persona decisa, positiva, e sicura di sé. In ambito medico è posto in relazione con gli stati di gioia, a cui fa però da contraltare un eccesso di impulsività, impazienza e irrequietezza che può sfociare in aggressività e violenza.
Gli organi associati al fuoco sono il cuore (di natura yin), e l'intestino tenue (yang), più altri due che sono il pericardio (yin) ed il cosiddetto «triplice riscaldatore» (yang), ossia una struttura di materia fine situata all'altezza dello stomaco che non trova corrispondenza sul piano fisico. Questi quattro organi attraverso i relativi meridiani governano principalmente i vasi sanguigni, la lingua, la carnagione e la traspirazione, oltre a presiedere alla funzione del linguaggio.
Nell'astrologia cinese il fuoco connota i segni del Serpente e del Cavallo, che si alternano tuttavia nel cosiddetto ciclo sessagesimale risultante dalla combinazione dei dieci tronchi celesti, ossia dei cinque elementi nelle loro forme yin e yang, con i dodici rami terrestri, o segni zodiacali cinesi. In particolare:
- gli anni di fuoco di natura yang finiscono in 6 (ad esempio 1976).[23]
- gli anni di fuoco di natura yin terminano con la cifra 7 (ad esempio 1977).[23]

Nel ciclo generativo dei wu xing o cinque elementi, il legno dà vita al fuoco, che «viene prodotto dalla combustione del legno»; il fuoco a sua volta genera la terra poiché «riduce ogni cosa in cenere che ridiventa parte della terra al fine di nutrire la vita».
Nel ciclo distruttivo di controllo, invece, il fuoco vince il metallo, perché questo «può essere fuso e forgiato solo» dalla fiamma o da un elevato calore, mentre è dominato dall'acqua, perché «niente spegnerà un fuoco così velocemente come questa».